# Široki listoliki mišić
Široki listoliki mišić (lat. musculus soleus) mišić je stražnje strane potkoljenice, koji nalikuje na list. Široki listoliki mišić zajedno s trbušastim mišićem lista (lat. musculus gastrocnemius) čini troglavi gnjatni mišić (lat. musculus triceps surae). Mišić inervira lat. nervus tibialis.

## Polazište i hvatište
Mišić polazi sa stražnje strane goljenične kosti i lisne kosti, ide prema dolje. Završna tetiva ovog mišića spaja se s tetivom trbušastog mišića lista. Zajednička tetiva, petna ili Ahilova tetiva, (lat. tendo calcaneus, lat. tendo Achillis) hvata se za petnu kost.